# Momies de Guanajuato

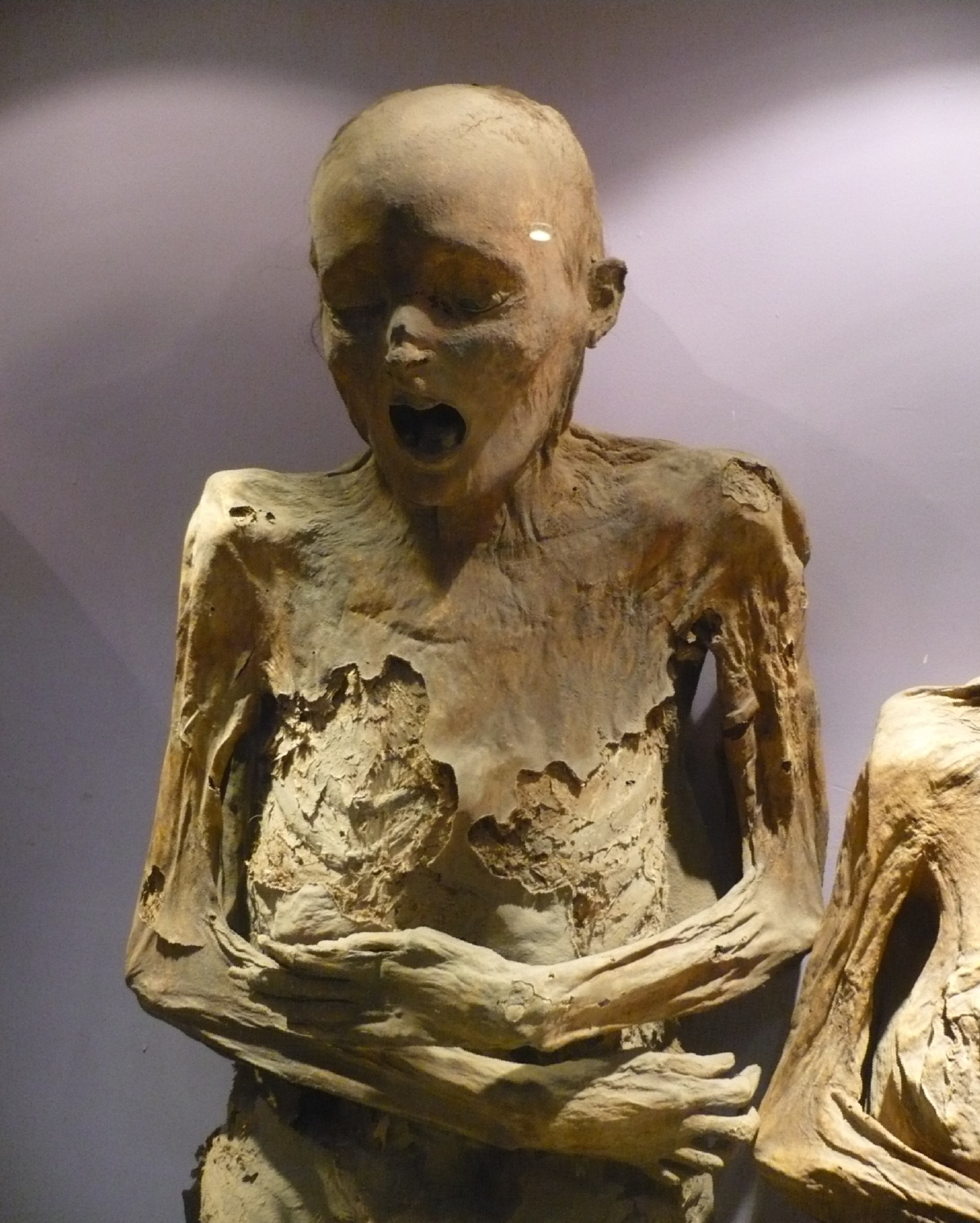
Une momie.

Les momies de Guanajuato résultent de la momification naturelle d'un certain nombre de cadavres inhumés dans un cimetière à Guanajuato au Mexique, entre 1850 et 1950. Les momies font de la ville l'une des plus grandes attractions touristiques du Mexique.

## Histoire
Les corps, inhumés à partir de 1850, sont exhumés de 1870, jusqu'en 1958. À l'époque, une loi locale oblige les familles à payer une taxe pour conserver les corps inhumés. Lorsque les parents sont incapables ou refusent de payer, les corps sont alors exhumés. La taxe est abolie en 1958. Quatre-vingt-dix pour cent des restes ont été exhumés parce que leurs parents n'ont pas payé la taxe. Parmi ceux-ci, seulement deux pour cent sont naturellement momifiés.
Les chercheurs pensent que les corps ont été naturellement momifiés grâce à l’environnement sec et riche en minéraux dans lequel ils ont été inhumés. Il y a 111 momies au total, dont 63 de femmes, cinq filles, 30 hommes et treize garçons.

### Création d'un musée

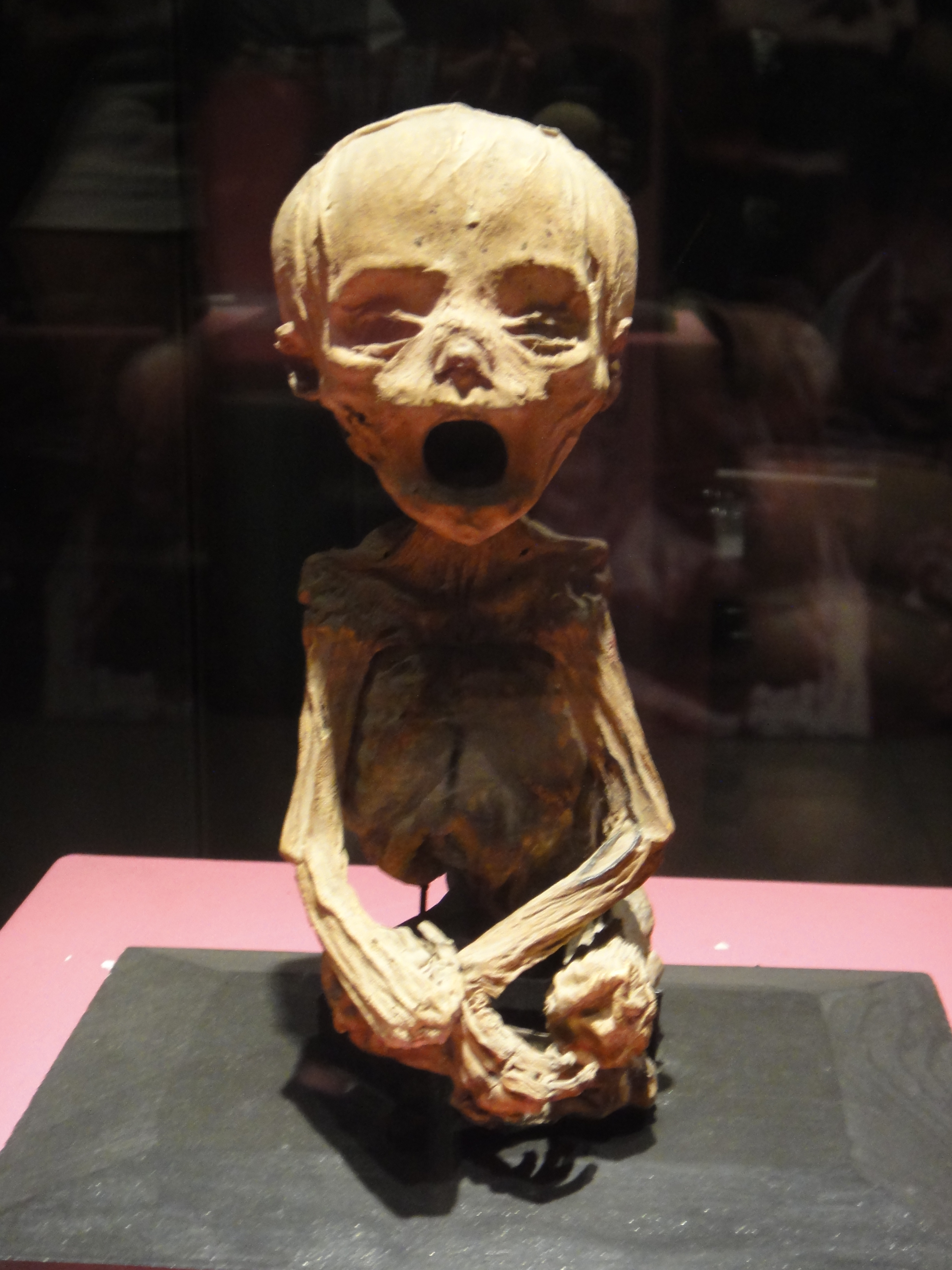
Une momie d'enfant.

Les corps momifiés sont initialement stockés dans un bâtiment et, dans les années 1900, attire les touristes ; si bien que les fossoyeurs commencent à réclamer aux visiteurs quelques pesos pour entrer dans le bâtiment. Depuis 1969, les corps sont exposées au Museo de las Momias de Guanajuato (« Musée des momies de Guanajuato »).

### Critiques
Au début des années 1900, afin de promouvoir l'exposition des corps, les bras de certaines momies sont croisés sur leurs poitrines et leurs mâchoires ouvertes afin de créer la sensation qu'elles crient. Dans le but de briser l'image de freak show véhiculée par la manière dont sont, ou ont été, exposées les momies, les autorités mexicaines lancent en 2022 un programme d'identification des corps.
En 2023, les chercheurs de l'Institut national d'anthropologie et d'histoire alertent sur la découverte de colonies de champignons qui se développent sur certaines structures en verre abritant des momies ; ce qui peut représenter un risque sanitaire pour les visiteurs.

## Au cinéma
La séquence d'ouverture du film de 1979 Nosferatu, fantôme de la nuit de Werner Herzog est tournée par le réalisateur lui-même au Musée des momies.[réf. nécessaire]